# Peyton Manning
Peyton Williams Manning (* 24. März 1976 in New Orleans, Louisiana) ist ein ehemaliger US-amerikanischer American-Football-Spieler auf der Position des Quarterbacks. Er spielte 14 Jahre für die Indianapolis Colts in der National Football League (NFL) und gewann mit ihnen den Super Bowl XLI. Anschließend spielte er vier Jahre für die Denver Broncos, mit welchen er 2016 in seiner letzten Saison den Super Bowl 50 gewinnen konnte.

## Karriere

### College
Peyton Manning spielte College Football an der University of Tennessee von 1994 bis 1997, wo er die Volunteers mit einem 30:29-Sieg gegen die Auburn Tigers 1997 zur Meisterschaft in der Southeastern Conference führte. Durch diesen Sieg kam Tennessee (als Nr. 3 der Setzliste) in den anschließenden Orange Bowl. Den verloren sie gegen die (an Nr. 2 gesetzte) Nebraska Cornhuskers, die mit diesem Sieg ihre dritte nationale Meisterschaft in vier Jahren unter Head Coach Tom Osborne gewann.
Nach seiner aktiven Karriere wurde er 2017 im ersten Jahr seiner Wahlberechtigung in die College Football Hall of Fame aufgenommen. Er folgt damit seinem Vater Archie in die Ruhmeshalle. Damit sind die beiden das einzige Vater-Sohn Duo, das in der Hall geehrt wird.

### NFL

#### Indianapolis Colts
1998 wurde er als erster Spieler von den Indianapolis Colts im NFL Draft ausgewählt. In seiner ersten Saison für Indianapolis warf er 26 Touchdowns sowie Pässe für 3739 Yards und stellte damit zwei neue Rookie-Rekorde auf.
In der Saison 2004 stellte er einen NFL-Rekord auf: Er warf 49 Touchdownpässe bei zehn Interceptions in der Regular Season und brach damit die 20 Jahre alte Bestmarke von Dan Marino (Miami Dolphins).
Am 21. Januar 2007 gelang ihm mit seinem Team erstmals der Einzug in den Super Bowl, als die Colts trotz eines 18-Punkte-Rückstands die New England Patriots mit 38:34 im AFC Championship Game schlugen. Somit schaffte er es nach neun Jahren in der NFL seinen „Play-off-Fluch“ zu brechen. Er führte seine Mannschaft schließlich zum Gewinn des Super Bowls XLI und wurde selbst als Super Bowl MVP ausgezeichnet.
In der Saison 2009 wurde Manning zum vierten Mal mit dem NFL Most Valuable Player Award (MVP) ausgezeichnet und wurde alleiniger Rekordhalter in dieser Kategorie. Ein weiterer Rekord gelang ihm in der gleichen Saison, als er als erster Quarterback in zehn Spielzeiten Pässe von jeweils über 4000 Yards warf. Außerdem führte er seine Colts zu insgesamt 23 Siegen in Serie in der Regular Season, was vor ihm keinem Quarterback gelang. Die zweite Teilnahme am Super Bowl endete dann jedoch mit einer 17:31-Niederlage gegen die New Orleans Saints in Super Bowl XLIV.
Von 1998 bis 2011 spielte er für die Colts, die ihn 2004 mit einem 99,2 Millionen Dollar-Vertrag zum höchstbezahlten Spieler der NFL-Geschichte machten. Im Juli 2011 unterschrieb Manning einen mit 90 Millionen Dollar dotierten Fünfjahresvertrag. Nachdem Manning bis dahin kein einziges Spiel in der NFL verpasst hatte, konnte er nach einer Operation an der Halswirbelsäule in der Saison 2011 nicht eingesetzt werden.
Am 7. März 2012 wurde Manning bei den Colts entlassen, ausschlaggebend könnte ein Bonus von 28 Millionen Dollar gewesen sein, der im März fällig geworden wäre. Bei der offiziellen Pressekonferenz wurde bekanntgegeben, dass seine Nummer 18 bei den Colts nicht mehr vergeben wird.

#### Denver Broncos
Nachdem die Colts Manning entlassen hatten, meldeten einige Teams der NFL Interesse an seiner Verpflichtung, darunter die Miami Dolphins, Seattle Seahawks, Arizona Cardinals und die Denver Broncos. Nachdem sich Manning mit ein paar Teams getroffen hatte, unterschrieb er bei den Denver Broncos einen mit 96 Millionen Dollar dotierten Fünfjahresvertrag. Manning bekam auch hier wieder „seine“ Nummer 18, obwohl diese bei den Broncos nie wieder vergeben werden sollte, zu Ehren des legendären Bronco-Quarterbacks Frank Tripucka. Dieser gab jedoch für Manning die Nummer persönlich frei.
Am 9. September 2012 gab Manning beim 31:19-Sieg seiner Broncos über die Pittsburgh Steelers sein Comeback. Neben Pässen für 253 Yards Raumgewinn (bei 19 erfolgreichen Pässen in 26 Versuchen) warf er zwei Touchdowns. Am 11. November 2012 gelang ihm zum sechsten Mal in Folge, bei einem Minimum von 20 erfolgreichen Pässen, ein Spiel mit mindestens 70 % erfolgreich zugespielten Pässen. Das war ein neuer NFL-Rekord, den er sich bis dahin gemeinsam mit Brett Favre (fünf Spiele) teilte. Manning beendete die Regular Season mit 4.659 Yards Raumgewinn mit 37 Touchdowns bei elf Interceptions und führte die Broncos als topgesetztes Team in die AFC-Play-offs. Dort unterlagen sie den Baltimore Ravens nach zweifacher Verlängerung mit 35:38, wobei Manning vier Ballverluste unterliefen.
Nachdem er die Saison 2011 aussetzen musste, wurde Manning am 2. Februar 2013 von Mitgliedern der Presse als NFL Comeback Player of the Year ausgezeichnet. Er setzte sich dabei gegen Adrian Peterson von den Minnesota Vikings durch, welcher wiederum die Auszeichnung des Most Valuable Player (MVP) gegen Manning gewann.
In der Spielzeit 2013 brach Manning mehrere NFL-Rekorde. Er warf 55 Touchdowns in der Regular Season und holte sich die Bestleistung von Tom Brady (50) zurück. Der Quarterback der Patriots hatte 2007 den Rekord des damaligen Spielmachers der Colts übertroffen. Manning erzielte zudem 5.477 Yards an Raumgewinn und übertraf damit Drew Brees (5.476). Darunter war ein Sieben-Touchdowns-Spiel am 1. Spieltag gegen den amtierenden Meister Baltimore Ravens, womit Manning einen NFL-Rekord einstellte. Er trug außerdem erheblichen Anteil daran, dass die Broncos als erstes NFL-Team mehr als 600 Punkte erzielten.
Am fünften Spieltag der Saison 2014 gelang ihm beim 41:20-Sieg gegen die Arizona Cardinals sein 500. Touchdownpass. Der einzige Spieler, dem dies zuvor gelang, ist Brett Favre. Am 19. Oktober 2014 gelang Manning im Spiel gegen die San Francisco 49ers sein 509. Touchdownpass, wodurch er Brett Favres alten NFL-Rekord von 508 übertraf und zum alleinigen Rekordhalter wurde. Insgesamt gelangen ihm 539 Touchdown-Pässe. 2019 wurde er von Drew Brees als Rekordhalter abgelöst.
Am achten Spieltag der Saison 2015 stellte Manning erneut einen Rekord von Favre ein, als er durch den 29:10-Sieg gegen die Green Bay Packers den 186. Sieg seiner Karriere feierte. Mit dem Spiel der Denver Broncos gegen die Kansas City Chiefs (13:29) am 15. November 2015 wurde Manning zwischenzeitlich alleiniger Rekordhalter von geworfenen Yards. Ironischerweise gelang ihm dieser Rekord in seinem statistisch betrachtet schlechtesten Match seiner Karriere, da er mit nur 35 Yards Raumgewinn und vier Interceptions zum ersten Mal ein Quarterback Rating von 0,0 erzielte und beim Stand von 0:22 ausgewechselt wurde. Nach dem Spiel sickerte durch, dass Manning eine chronische Fußverletzung hatte. Er wurde anschließend mehrere Spiele lang durch Backup-Quarterback Brock Osweiler ersetzt. Nachdem Osweiler beim letzten Spiel der regulären Saison drei Ballverluste erlitt, wurde er durch den wieder genesenen Manning ersetzt, der die Broncos zum 27:20-Sieg gegen die San Diego Chargers führte. In den Play-offs trug ein solider Manning mit zwei Touchdowns (keine Interception) dazu bei, dass die Broncos den Super Bowl 50 erreichten. Dort gewann er am 8. Februar 2016 zum zweiten Mal den Super Bowl und wurde dabei zum ersten Quarterback, der als Starter mit zwei unterschiedlichen Mannschaften triumphieren konnte. Anschließend beendete er seine Karriere.

#### Karrierestatistik

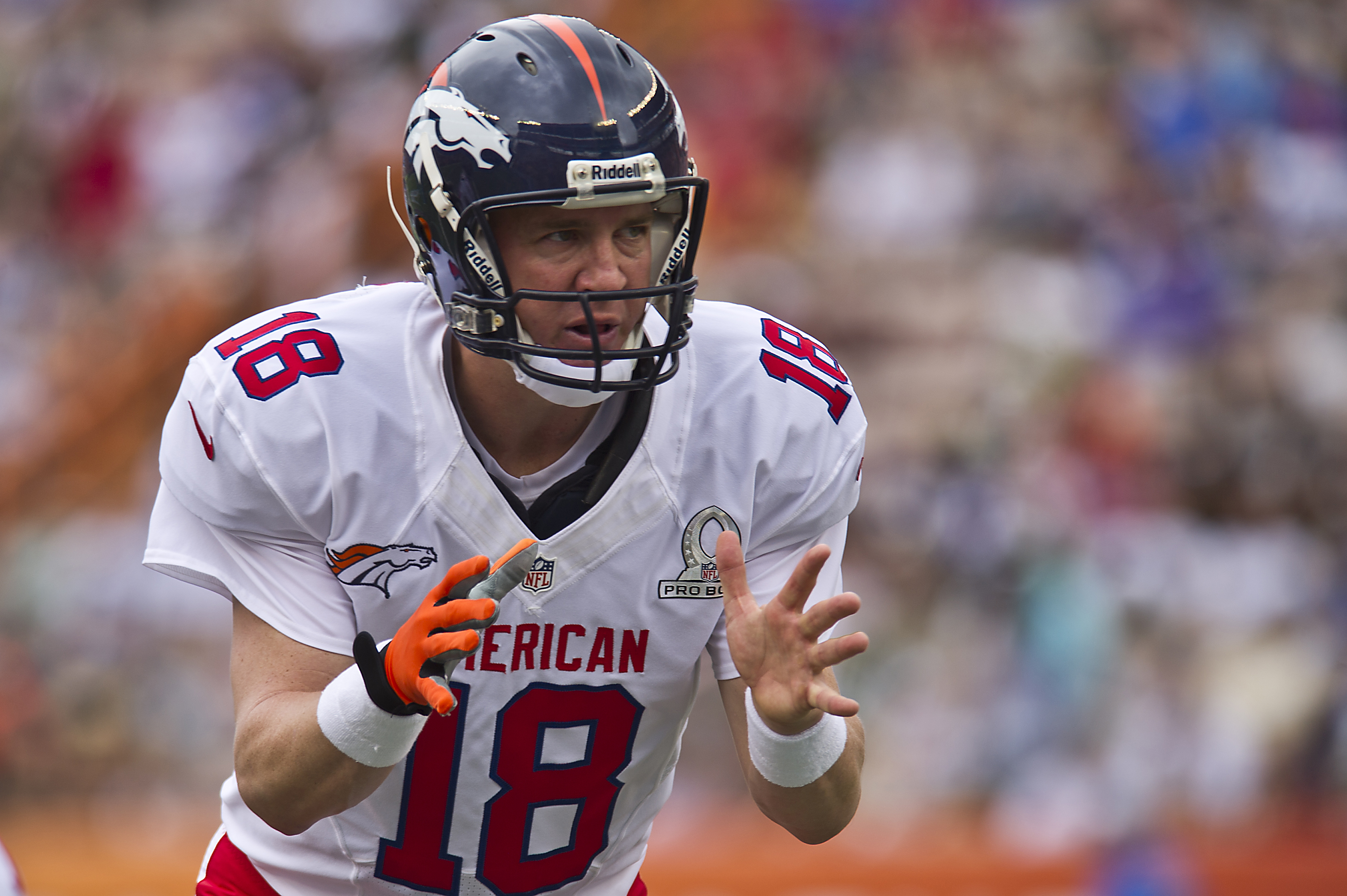
Manning beim Pro Bowl 2013

| Jahr   | Team   | Comp-Att    | Comp% | Yards  | TD  | INT | QB Rtg |
| ------ | ------ | ----------- | ----- | ------ | --- | --- | ------ |
| 1998   | IND    | 326-575     | 56,7  | 3.739  | 26  | 28  | 71,2   |
| 1999   | IND    | 331-533     | 62,1  | 4.135  | 26  | 15  | 90,7   |
| 2000   | IND    | 357-571     | 62,5  | 4.413  | 33  | 15  | 94,7   |
| 2001   | IND    | 343-547     | 62,7  | 4.131  | 26  | 23  | 84,1   |
| 2002   | IND    | 392-591     | 66,3  | 4.200  | 27  | 19  | 88,8   |
| 2003   | IND    | 379-599     | 67,0  | 4.267  | 29  | 10  | 99,0   |
| 2004   | IND    | 336-497     | 67,7  | 4.557  | 49  | 10  | 121,1  |
| 2005   | IND    | 305-453     | 67,3  | 3.747  | 28  | 10  | 104,1  |
| 2006   | IND    | 362-557     | 65,0  | 4.397  | 31  | 9   | 101,0  |
| 2007   | IND    | 337-515     | 65,4  | 4.040  | 31  | 14  | 98,0   |
| 2008   | IND    | 371-555     | 66,8  | 4.002  | 27  | 12  | 95,0   |
| 2009   | IND    | 393-571     | 68,8  | 4.500  | 33  | 16  | 99,0   |
| 2010   | IND    | 450-679     | 66,3  | 4.700  | 33  | 17  | 91,9   |
| 2011   | IND    |             |       |        |     |     |        |
| 2012   | DEN    | 400-583     | 68,6  | 4.659  | 37  | 11  | 108,8  |
| 2013   | DEN    | 450-659     | 68,3  | 5.477  | 55  | 10  | 115,1  |
| 2014   | DEN    | 395-597     | 66,2  | 4.727  | 39  | 15  | 101,5  |
| 2015   | DEN    | 193-322     | 59,9  | 2.180  | 9   | 17  | 67,6   |
| Gesamt | Gesamt | 6.120-9.371 | 65,3  | 71.871 | 539 | 251 | 96,5   |

## Privates
Peyton Manning ist der Sohn des früheren Quarterbacks der New Orleans Saints, Archie Manning, der ältere Bruder des früheren Quarterbacks der New York Giants, Eli Manning sowie der Onkel von Arch Manning. Seit dem 17. März 2001 ist Manning mit seiner Frau Ashley verheiratet. Jeden Sommer leitet er mit seinem Vater und seinen Brüdern Eli und Cooper die Manning Passing Academy. Deren Ziel ist es, die Offense-Fähigkeiten von Quarterbacks, Wide Receivern, Tight Ends und Runningbacks zu verbessern.
Manning trägt die Trikotnummer 18 zu Ehren seines älteren Bruders Cooper, da dieser auf Grund einer Spinalstenose seine Karriere vorzeitig beenden musste. Cooper (Wide Receiver) ist der einzige Nicht-Quarterback der Manningfamilie.

## Bedeutung des Codeworts Omaha
Manning benutzte sehr oft das Wort Omaha als Kadenz, bevor er einen Spielzug begann. Beispielsweise benutzte er das Wort 44 Mal im Viertelfinale 2014 gegen San Diego und eine Woche später gegen die New England Patriots 31 Mal. Er erklärte in einem Interview, dass Omaha ein Laufspiel ankündige oder ein Passspiel oder eine Kombination aus beidem. Es hänge von vielen Faktoren ab, auch von der Farbe seines Trikots. Da es sich bei diesem Wort um eine geheime, komplexe und sich immer wieder ändernde Anweisung an seine Teamkollegen bzw. um ein wiederkehrendes Schema handelt, kann nicht geklärt werden, was mit „Omaha“ im Verlauf des Spiels bezweckt wird. So wurde unter anderem auch vermutet, dass das Wort allein noch keine Bedeutung habe, sondern der Rhythmus. Die Bekanntheit des Codeworts Omaha als Kadenz führte im Spiel Broncos gegen die Patriots 2014 zu einer Firmeninitiative, die für jeden Ausruf 800 Dollar an die „Peyback Foundation“ spendete. Diese Wohltätigkeitsorganisation wurde von Peyton Manning für gefährdete Kinder ins Leben gerufen.
Aufgrund des großen öffentlichen Interesses an dem Codewort benannten Eli und Peyton nach Beendigung ihrer Football-Karrieren ihre gemeinsame Produktionsgesellschaft für Football-Content Omaha Productions.